# Partido Liberal (Venezuela)
El Gran Partido Liberal de Venezuela (GPLV), también conocido como Partido Liberal, fue un partido político venezolano del siglo XIX de carácter liberal clásico y federalista.

## Comienzo

### Origen

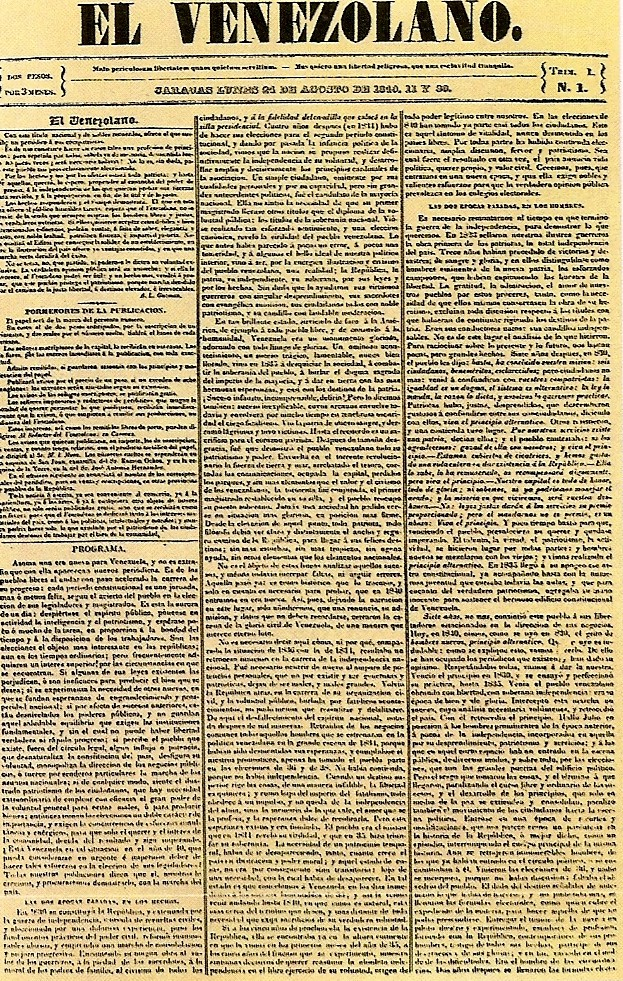
Primer número del periódico "El Venezolano".

El Partido Liberal nació el 20 de agosto de 1840 con la fundación del periódico El Venezolano, donde destacan, entre otros, las figuras de Tomás Lander y Antonio Leocadio Guzmán.
Dadas las limitaciones políticas para la creación de partidos políticos que realmente se opusieran a los gobiernos, era difícil establecer una organización de carácter nacional que pudiera concentrar intereses similares en Venezuela, Antonio Leocadio Guzmán aseguraba que en realidad lo único que había en el país eran fracciones que se ocupaban de sus propios intereses, pero no de los generales. 
El editorial del diario El Venezolano comienza refiriéndose a la necesidad de establecer un partido político en Venezuela:

La mitad de los actuales venezolanos nacieron y se educaron bajo el cetro del rey de España, el más absoluto de todos los reyes de Europa. Si allá, si en la Metrópoli reasumía en su persona todos los poderes públicos, sin más regla que su voluntad, sin más principio que la conciencia que Dios quisiera darle: si por tanto, el vasallo era un ser nulo socialmente, sin más derechos que los que la merced del príncipe le concediera, ¿qué sería el colono americano; a tantas leguas del trono y de toda luz política? ¡Partidos! La palabra sola habría sido un delito. Donde no había ni podía haber libre examen, discusión, amplia libertad del pensamiento, de la palabra y de la prensa, ¿cómo habían de existir partidos?

El epígrafe de esta publicación era «Más quiero una libertad peligrosa, que una esclavitud tranquila».

### Trayectoria
La política del Partido Liberal entre 1841 y 1846 estuvo orientada en oponerse a la política interna y económica del Gobierno venezolano, así como parte del pensamiento conservador, en especial el de José Antonio Páez. Entre las políticas defendidas por el naciente Partido Liberal estaba el cumplimiento rígido de la Constitución y las leyes, razón por la cual le llamaron en aquel período «partido de oposición constitucional».
En 1846 en plena campaña electoral se frustró una reunión en la ciudad de Maracay entre José Antonio Páez líder del Partido Conservador y Antonio Leocadio Guzmán, candidato presidencial por el Partido Liberal, por un incidente que suponía la insurrección de un grupo de militares y que según el gobierno habían sido auspiciados por Guzmán, una vez en Caracas fue detenido y sentenciado a muerte en 1847, posteriormente la pena fue conmutada en el mismo año y en 1849 asumió la vicepresidencia de la República. Desde ese momento y luego de dos destierros de Antonio Leocadio Guzmán el Partido Liberal sufrió muchos reveses y victorias, estas últimas por la acción de hombres como Blas Bruzual, Juan Crisóstomo Falcón, Ezequiel Zamora, Antonio Guzmán Blanco, Wenceslao Urrutia y Manuel Ezequiel Bruzual, los que lograron su posicionamiento político. De este partido se originaron otras corrientes liberales que dominaron el panorama político de Venezuela hasta 1899.[cita requerida]

## Ideología

La bandera de la Federación, aprobada en Barinas por Ezequiel Zamora en junio de 1859, vigente hasta 1863. Las 20 estrellas representaban los 20 estados que para ese entonces formaron la Federación venezolana.

La ideología base de este partido era el liberalismo, en lo político defendían el federalismo frente al centralismo del Partido Conservador. Uno de los primeros ideólogos del Partido Liberal, Tomás Lander, simpatizaba con el liberalismo económico, sin embargo rechazaba tomarlo como «catecismo».
El partido defendía la abolición de la esclavitud, la eliminación de la Ley de Espera Quita impuesta por los conservadores, la eliminación también de la Ley de Hurtos, abolir la pena de muerte por delitos políticos, así como la defensa de la libertad absoluta de la prensa, la libertad de tránsito, de asociación, de representación y de industria, la libertad de cultos, inviolabilidad del domicilio, de la propiedad, de la correspondencia y de los escritos privados, independencia absoluta del poder electoral, elección universal, directa y secreta, la abolición de prisión por deuda, entre otros.
Ezequiel Zamora consideraba que atendiendo estos casos «los liberales que están en la Casa de Gobierno no serán considerados godos de otra especie». Igualmente Zamora y sus soldados estaban familiarizados con el pensamiento de los socialistas utópicos y las ideas del mutualista Pierre-Joseph Proudhon. De acuerdo con Laureano Villanueva, Zamora «no estaba haciendo guerras para imponer gobernantes a los pueblos, sino al revés, para que los pueblos se gobernaran por sí, pues era de este modo como él entendía el liberalismo y la Federación».
Irónicamente, también buena parte de los miembros del partido eran convencidos católicos, defendiendo y tratando de conciliar la doctrina liberal con las máximas del Evangelio. Laureano Vallenilla Lanz escribe que

«Liberales radicales hemos tenido que contribuyeron a sancionar las leyes más avanzadas en contra de los privilegios de la iglesia católica, que cuentan entre las grandes conquistas de su partido la supresión de los conventos, la secularización de los cementerios, el registro civil, el matrimonio civil y el divorcio, etc. y son a la vez que masones, católicos, apostólicos, romanos y hasta ultramontanos, en ocasiones, llegando al extremo de solicitar y obtener del Santo Padre distinciones aristocráticas, como la de Caballero de un hábito cualquiera, después de haber vivido proclamando la igualdad democrática y deberle a la democracia cuanto han sido y cuanto tienen. Hombres que en España, por ejemplo, serían reaccionarios, carlistas, y en Francia se alistarían entre los miembros de la extrema derecha, en nuestra democracia en formación se llaman Liberales».

En el partido también se encontraban facciones que propiciaban un cambio de la Constitución de 1830, por tener atribuciones de un liberalismo muy exagerado, una facción llevaba el nombre de Partido Liberal Monarquista, que no aceptaba por jefe a Antonio Leocadio Guzmán y quería un modelo de república más vigorosa, al sentido de la concepción del Libertador. Uno de sus jefes, el comandante Miguel Acevedo, le escribía a José Antonio Páez: 
«Los hombres que compusieron el constituyente de Venezuela aturdidos con el deseo de destruir el único poder que impidiera la anarquía desenfrenada, sin pensar en otro que le sustituyese, agitados de una pasión ciega, exigieron y V. E. les concedió cuanto pedían a nombre de la patria con una lealtad y desprendimiento sin ejemplo. Esos mismos construyeron la caja de Pandora y en ella la virtud y el vicio, la indolencia y el mérito, la ilustración y la ignorancia, la impavidez y la modestia, el ser y no ser, todo quedó confundido y destrozado entre las manos de unos seres que si bien poseían inteligencia y buenas intenciones, estaban muy distantes de acertar en un país tan heterogéneo y desierto que excita el vandalismo. Abriéronle la puerta y ya se empiezan a ver los efectos de ese delirio. V. E. lleno de pureza, no quiso darse a sospechar de ambicioso: se dejo atar. Sus amigos se resfrían, los indiferentes conspiran y muchos de aquellos que tomaron parte en tan triste escena, se valen de esas armas para deprimirle. La enfermedad progresa. V. E. esta en holocausto. ¿Heroico, pero inútil sacrificio? (...) En días pasados me hizo una visita el señor comandante (*) Se explicó con franqueza. Desea un gobierno que de seguridades: un gobierno vigoroso. Pertenece al partido Liberal monarquista. Expuso que una gran parte de la gente sensata que corresponde a este partido opinan como él. Que son liberales porque no se acomodan con el sistema actual, pero que no tomarán por Jefe a Guzmán. Que les falta caudillo y que al presentarse uno de aquellos próceres de prestigio que brinde confianza todos estarían con él (…) que ese código (1830) sólo daba garantías al perverso de que el bueno no necesitaba».

## Programa Liberal

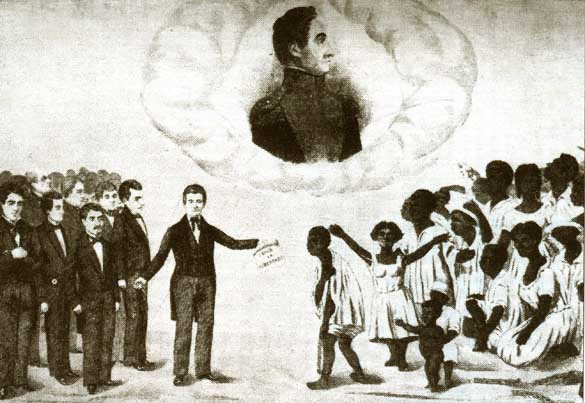
Abolicion de la esclavitud en Venezuela durante el "Monagato".

De acuerdo con Laureano Villanueva, el Partido Liberal en sus inicios se limitó a defender la vigencia de la Constitución de 1830 y la reforma de algunas leyes exigidas por la opinión pública. Cuando llega al poder entre 1848 y 1858 abolió la pena de muerte por motivos políticos, también eliminó la ley de 10 de abril, amplió la educación pública, abolió la esclavitud y garantizó la autonomía del poder municipal. 
Entre 1858 y 1859 radicaliza los principios liberales convirtiendo a las provincias en estados soberanos, descentralizando la administración con tribunales propios e independientes buscando la intensificación de derechos individuales y libertades públicas. También darían impulso a la Constitución de 1864 que lograría, entre otros, la «libertad de la prensa sin restricciones de ninguna especie».

## Legado
En 1936 Andrés Pacheco Miranda, J. M. Ortega Martínez y Alejandro Ibarra fundaron el Gran Partido Liberal, que duró muy poco y no tuvo ninguna fuerza entre las nuevas generaciones.

## Presidentes liberales de Venezuela
- José Gregorio Monagas
- José Tadeo Monagas
- Juan Crisóstomo Falcón
- Guillermo Tell Villegas
- José Ruperto Monagas
- José Gregorio Valera
- Antonio Guzmán Blanco
- Francisco Linares Alcántara
- Laureano Villanueva y Jacinto Gutiérrez
- Joaquín Crespo
- Juan Pablo Rojas Paúl
- Guillermo Tell Villegas Pulido
- Ignacio Andrade